# 1809年政变

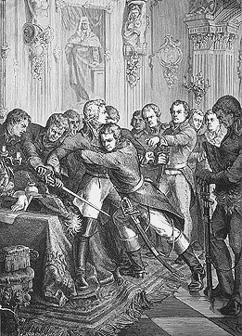
1809年政变期间，古斯塔夫四世·阿道夫被捕

1809年政变是指1809年3月13日，基奥里·阿德勒施帕雷伯爵率领的贵族政变集团在西方国家军队的支持下發動的政变。政变后，瑞典国王古斯塔夫四世·阿道夫被废黜。政变的导火索是瑞典在芬蘭戰爭中遭受了灾难性失败。
5月1日，政变者召开了瑞典議會，決定将夺来的权力交给了国会。国会宣布，古斯塔夫四世·阿道夫被废黜，其叔父被选作新国王，即卡爾十三世，法国元帅卡尔十四世·约翰被选作卡尔十三世的继承人。